# Jeanne Golay
Jeanne Marie Golay (* 16. April 1962 in Coral Gables, Florida) ist eine ehemalige US-amerikanische Radrennfahrerin.
Jeanne Golay war eine der dominierenden Radrennfahrerinnen der USA vom Ende der 1980er bis in die 1990er Jahre hinein. Neunmal wurde sie US-amerikanische Meisterin im Straßenrennen, Einzelzeitfahren und Mannschaftszeitfahren. 1992 wurde sie dreifache nationale Meisterin in diesen drei Disziplinen, was bisher keiner weiteren Fahrerin gelang.
1991 errang Golay bei den Panamerikanischen Spielen in Havanna die Goldmedaille im Straßenrennen. 1992 und 1996 startete sie bei Olympischen Spielen. 1992 in Barcelona wurde sie Sechste im Straßenrennen. 1996 in Atlanta war sie die erste US-amerikanische Radsportlerin, die bei Olympischen Spielen in drei Disziplinen – Straßenrennen, Einzelzeitfahren und Punktefahren – startete. Bei UCI-Straßen-Weltmeisterschaften gewann sie insgesamt fünf Medaillen. Ihre Bronzemedaille be den UCI-Straßen-Weltmeisterschaften 1994 in Agrigento ist die vorerst letzte WM-Medaille für eine amerikanische Radsportlerin.
2008 wurde Jeanne Golay in die United States Bicycling Hall of Fame aufgenommen.